# Nosalowa
Nosalowa – część wsi Jodłówka Tuchowska w Polsce, położona w województwie małopolskim, w powiecie tarnowskim, w gminie Tuchów. 
1 stycznia 1881 wraz z Jodłówką i Kozłówkami wyłączona z powiatu jasielskiego i włączona do powiatu tarnowskiego.
W latach 1975–1998 Nosalowa administracyjnie należała do województwa tarnowskiego.